# Women's Worldwide Web
Pour les articles homonymes, voir W4.
Women’s WorldWide Web, également connue sous le nom W4, est la première plateforme internet de financement participatif en Europe visant à lever des fonds pour soutenir des projets de promotion des femmes dans les pays émergents et développés. W4 est une association loi de 1901, créée en 2010, basée à Paris dont le but est de favoriser l'émancipation des femmes et des filles en leur permettant de trouver leurs propres solutions économiques et sociales. W4 est présent un peu partout dans le monde grâce à de nombreux projets de terrain visant à améliorer l'accès des femmes et des filles à l'éducation, à la santé, à des moyens de subsistance durables et aux nouvelles technologies. W4 développe des projets en Afrique, en Asie, en Amérique latine aux États-Unis et en Europe.

## Histoire
Women’s WorldWide Web est, à l’origine, le sujet de mémoire (International Consulting Project) de Lindsey Nefesh-Clarke alors qu'elle réalise son Executive MBA à l'ESCP Europe, école de commerce parisienne. Nommée « étudiant MBA de l’année » par l’Association des MBAs et le journal britannique The Independent en 2009, Lindsey Nefesh-Clarke lance officiellement W4 à l’occasion de la Journée internationale de la femme, le 8 mars 2010, avec l’aide d’anciens collègues de l’ESCP Europe et d’une équipe internationale de bénévoles. La plateforme internet est en ligne depuis janvier 2012. 
Lindsey Nefesh-Clarke, d’origine britannique, est la fondatrice et la présidente de W4. Elle commence sa carrière à New York au sein de Human Rights Watch, avant de travailler plusieurs années en Afrique avec l'UNICEF. Elle poursuit sa carrière en Europe où elle devient directrice du programme Philippines pour Enfants d'Asie. C'est au cours de ses missions auprès des familles vivant dans les bidonvilles de Cebu City qu'elle prend la mesure du potentiel que représentent la microfinance et les technologies pour aider les femmes à s'émanciper. Après une formation de la Grameen Bank au Bangladesh, elle reçoit en 2008 une habilitation à mettre en œuvre des programmes de microfinance.

## Mission
Women’s WorldWide Web s'est donné pour mission de promouvoir l'autonomisation des femmes et des filles dans les pays développés et en développement. Basée sur le modèle du financement participatif, l'association entend faciliter le lien entre des personnes souhaitant investir dans le potentiel des femmes et des programmes locaux de développement socioéconomique. L'objectif de W4 est de garantir aux femmes et aux filles l'accès à l'éducation, à la formation professionnelle, la santé, des moyens de subsistance durables, aux nouvelles technologies de l'information et de la communication (en collaborant par exemple aux actions de Passerelles numériques), à la participation politique et à l'exercice de leurs droits. Selon l'ONU, 25 millions de personnes, dont 90 % de femmes, ont recours au micro-crédit pour entreprendre des activités génératrices de revenus, les rendant ainsi plus productives et autonomes.
Dans un tribune du Huffington Post publiée en mars 2013, la fondatrice de W4 défend l'idée que la protection des droits des femmes et des filles et la promotion de l'égalité des sexes constituent un  investissement indispensable pour le progrès économique et social d'un pays.

## Programme de e-Mentoring
À travers les technologies numériques, W4 permet aux utilisateurs de la plateforme de donner financièrement aux projets de terrain mais aussi de contribuer en nature, à travers leurs compétences et leur expertise. 
W4 indique sur son site internet : « ce projet de Mentoring / e-Mentoring a été développé en réponse à certaines tendances observées sur le plan mondial :
- L’utilisation des nouvelles technologies implique de grandes opportunités : connecter les Mentors/e-Mentors et les Mentorés/e-Mentorés ; permettre le partage de compétences/expertises et l’achèvement de projets au-delà des barrières géographiques ;

- Les personnes gérant ou participant à nos projets locaux ont besoin de soutien, de compétences et de savoir-faire dans la gestion des phases de lancement ou de croissance de nos programmes ;

- Les « investisseurs sociaux » (individus ou employés d’une entreprise) expriment l’envie d’apporter une contribution enrichissante en partageant leurs compétences, en plus d’avoir un impact financier. Cette tendance (connue dans le domaine de la responsabilité sociale des entreprises) représente une source immense d’opportunités humaines et financières. Notre programme de Mentoring/e-Mentoring vise précisément à puiser dans ce potentiel pour en tirer le meilleur. »

## Sponsors institutionnels
En outre, deux sponsors se sont associés à W4 pour promouvoir l'émancipation des femmes à travers le monde, la marque de vêtements Comptoir des Cotonniers et la Fondation Raja-Danièle Marcovici. 
Dernier sponsor en date depuis janvier 2014, la marque de vêtements parisienne Pablo s'est engageée aux côtés de W4. Dans le cadre d’une collection signée par l’actrice et égérie française Clémence Poésy, également ambassadrice de l'association, Pablo offre 100 % des fonds issus de la vente d'un t-shirt « The Mighties » aux projets de terrain de l'association.

## Ambassadrices et Ambassadeurs
Elles et ils sont plusieurs à s'être engagés comme ambassadeurs de W4 pour aider l'association à promouvoir l'émancipation des filles et des femmes dans le monde. 
Ambassadrice de la première heure, Wasfia Nazreen est une alpiniste chevronnée, connue pour être devenue la plus jeune Bangladaise à atteindre le sommet de l'Everest. Elle est aussi la première Bangladaise à réussir l'ascension du sommet de l'Aconcagua, la plus haute montagne des hémisphères ouest et sud ; la première Bangladaise à gravir le Mont Elbrus, plus haut sommet d'Europe; et la première femme originaire du Bangladesh à atteindre le pic du Mont Vinson, plus haute montagne de l'Antarctique. 
Clémence Poésy, actrice et égérie française, a rejoint l'association en tant qu'ambassadrice en 2014. Elle explique avoir choisi l'association pour son mélange original entre l'humanitaire et les technologies numériques au profit des femmes qui en ont le plus besoin : « Je souhaite apporter ma contribution à des projets innovants, diversifiés et ambitieux, qui permettent à des filles et des femmes de sortir de la misère socioéconomique dans laquelle elles sont plongées ».

### Articles de journaux
- Géraldine Russell, « W4, la plateforme de crowdfunding pour l'émancipation des femmes », Le Figaro, Rubrique Économie/High-Tech,‎ 8 mars 2015 (lire en ligne)
- Maureen Kline, "How to help fight terrorism with a $5 donation", Inc., 5 mars 2015
- Charlie Perreau, "Innovation technologique : neuf françaises qui inspirent l'Europe", Alliancy le mag, 20 février 2015
- Julia Livage, "Sites du jour", Télé Matin, France2.fr
- Anne-Marie Rocco, "Contre la pauvreté, le girl effect est l'arme suprême", Challenges, 10 avril 2015
- Virginie Herz, "Lindsey Nefesh-Clarke, qui mise sur le Net et le financement participatif pour émanciper les femmes à travers le monde", France 24, 24 avril 2015
- Florence Bauchard, "Internet est du genre féminin", Les Échos, 01 juillet 2015
- Francetv Info, "Difret", un regard sur les enlèvements de filles en Éthiopie, Grand Soir 3, 09 juillet 2015